# Giuseppe Rizzo (presbitero)
Don Giuseppe Rizzo (Alcamo, 22 dicembre 1863 – Alcamo, 17 aprile 1912) è stato un presbitero, politico e giornalista italiano.

## Biografia
Don Giuseppe Rizzo, appartenente a una famiglia di povere condizioni economiche (il padre Gaspare era un umile operaio e sua madre morì quando lui aveva solo 3 anni), frequentò ugualmente il Regio Ginnasio di Alcamo e completò gli studi filosofici e teologici nel Seminario vescovile di Mazara del Vallo, dove fu ordinato sacerdote il 22 settembre 1888.
Era un sacerdote molto umile che ha lasciato un segno molto profondo nella storia di Alcamo: infatti fin dai primi anni del suo sacerdozio si dedicò all'educazione dei giovani, e allo scopo di dare un'adeguata formazione sociale, politica e religiosa, istituì un oratorio dedicato a San Francesco di Sales e poi il circolo di Azione Cattolica "Don Bosco".

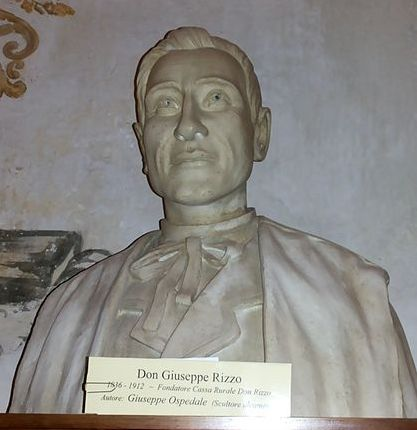
Busto di Don Rizzo, Biblioteca Civica

Lo scopo di questo circolo era di "educare ad una vita praticamente e apertamente cristiana e studiare e promuovere secondo i principi della Democrazia Cristiana, voluta dal Papa, le opere di Azione Cattolica, utili al paese".•
Dal momento in cui venne eletto consigliere comunale, fu sempre mediatore di pace tra i partiti avversari; educava all'esercizio del voto libero e disinteressato, sperando anche nella moralizzazione della gestione amministrativa del Comune. La vita di Don Rizzo non è stata mai facile: ossessionato dalla volontà di fare, non perdeva occasione per impegnarsi su più fronti: banchiere, giornalista, consigliere comunale, e, naturalmente, sacerdote.
Il suo attivismo non era ben visto dai conservatori di quel periodo, e così don Giuseppe finì in prigione (assieme a tanta altra gente) con l'accusa di essere un sovversivo, istigatore della sommossa popolare scoppiata nel gennaio 1903 a causa del dazio di consumo, per la minuta vendita che era diventato per il popolo una schiavitù. Il suo arresto apparve agli occhi di tutti come una vendetta politica nei confronti di Don Rizzo.
Il 25 marzo dello stesso anno, ritenuto pienamente innocente, viene rilasciato. Questa drammatica esperienza fiaccò il suo fisico ma non il suo morale. Don Rizzo riprende la sua attività con maggiore energia e, per aiutare e sollevare i poveri concittadini, stremati a causa di una grave crisi economica per il fallimento di due banche locali (la Banca Segestana di Castellammare del Golfo e la Popolare Cooperativa di Alcamo) e per i grossi problemi nel settore agricolo dovuti alla fillossera della vite, decide di fondare la Cassa Rurale ed Artigiana, una cooperativa agricola e una cooperativa di consumo.
Visse sempre nello spirito del Vangelo e nel rispetto degli ultimi, morendo in fama di santità, e prematuramente a soli 49 anni, il 17 aprile 1912.
Nell'elogio funebre, davanti a una folla commossa, Don Vincenzo Adragna disse: "Non dimenticate che egli versava in estrema povertà fino a non avere più volte nemmeno solo pane per mangiare, fino a sentirsi più volte spinto a chieder l'elemosina come un mendicante; lo disse più volte a me.  E perciò avrebbe avuto l'imperioso bisogno e anche il diritto di procurarsi un posto, una carica, un ufficio da cui ricavarne un onesto e decoroso stipendio e l'avrebbe ottenuto facilmente e subito sol che l'avesse voluto. Eppure egli non cura la sua salute né la sua miseria e continua per anni nelle opere intraprese. Questi fatti non mostrano ad evidenza nel sac. Rizzo il vero sacerdote bruciato dalla sete di Dio e delle anime?".
Dal 1995, per volontà dei soci del sodalizio e del Consiglio di amministrazione, le sue ceneri riposano nella cappella della Basilica di Santa Maria Assunta (Alcamo), realizzata su progetto dell'architetto prof. Paolo Portoghesi e con le sculture di Paolo Borghi.

## Il Granellino
Per promulgare ulteriormente i suoi principi Don Rizzo fondò e diresse il giornale Il Granellino; il settimanale ogni domenica andava a ruba e non conosceva censura ufficiale, forse per paura del popolo.
Dire tutto a tutti con franchezza, senza guardare in faccia a nessuno, perché "la verità rende liberi" (Giov.8,32) è il metodo dialettico del settimanale. piacevole per lo stile, brioso per verve, satirico per un cambiamento di rotta, come quando, per esempio, attacca il Regio Commissario, Umberto Balestrino, nell'articolo "Filossera Balestrina".
I problemi sociopolitici e religiosi sono trattati dal Granellino con articoli incisivi sia in italiano che nel dialetto siciliano nell'immancabile "Dialogu" (attribuito al rev. Carlo Iaci, poeta dialettale giocoso), ancora più convincente e piacevole ai tanti analfabeti che in Italia allora erano l'82% della popolazione a causa dell'inefficacia della legge Casati (1859-1922).
Nel "Dialogu" il ragionamento è più comprensivo: così, per esempio a proposito del divorzio, uno degli interlocutori spiega:"Li massonici odiano a Gesù Cristo e a tuttu chiddu chi 'nsigna la santa Riligioni, e siccome Gesù Cristo dice chi cu' si marita nun si pò spartiri cchiù mentri campa, iddi pri currivu di lu Signuri, stannu facennu una liggi pri spartisi mentri su vivi. 
Chissa è la ragiuni di li massonici... di li sucialisti". (Il Granellino, 22 dicembre 1901)

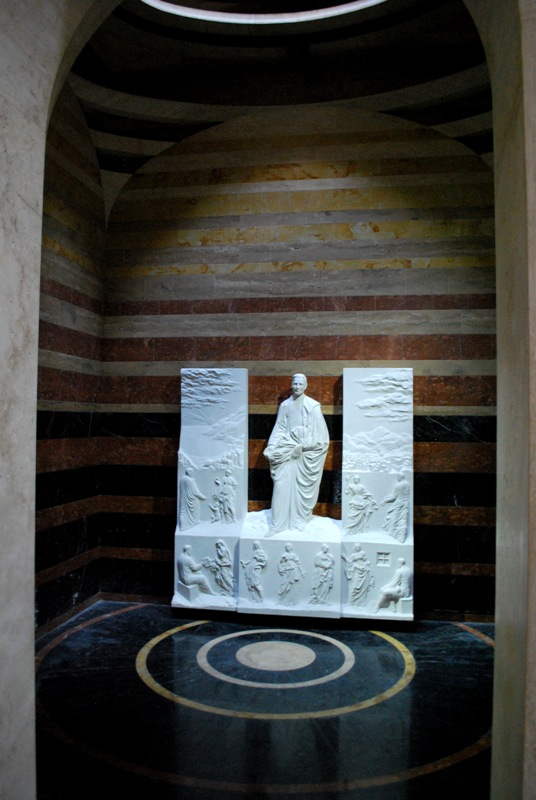
Cappella Don Rizzo

## Impegno civile e politico

### Un prete fuori dalla sacrestia
Don Giuseppe Rizzo, è uno di quei sacerdoti che, seguendo i suggerimenti dati dall'Enciclica Rerum Novarum di Leone XIII,  si sono personalmente misurati con i gravissimi problemi della società siciliana, dando alla stessa soluzioni originali.
La Sicilia di quegli anni è una terra abbattuta dalla repressione del Crispi che annientò l'esperienza rivoluzionaria del Movimento dei Fasci Siciliani dei Lavoratori: preda delle prevaricazioni e dell'arroganza di ceti parassitari che avevano la copertura del governo,  con la complicità e perfino l'appoggio di organizzazioni mafiose. In questo clima caratterizzato dall'assenza di giustizia sociale, il Movimento cattolico fece i suoi primi passi guadagnandosi uno spazio importante di azione sociale e difendendo il mondo operaio e contadino dalla prepotenza e dalle sopraffazioni dei padroni.
Don Rizzo porta il pulpito fuori dalla sagrestia e della chiesa, per parlare, dialogare, pacificare un più vasto pubblico di credenti e non. Non voleva creare un partito politico, che per sua natura divide, ma un movimento politico di cattolici, impegnati nella costruzione sociale, religiosa, morale ed economica della città, con la profezia del Vangelo, che rovescia la visione di un mondo laicista.
La sua esperienza fu, per certi versi, parallela a quella di Don Sturzo, infatti fu amministratore comunale e vice-sindaco di Alcamo eletto a furor di popolo; si impegnò, inoltre, per moralizzare la vita amministrativa locale, che in quel tempo era in mano a notabili, sostenuti dalla mafia, che la usavano come “cosa privata”.
Le sue iniziative, in qualche modo, rivoluzionarie, suscitarono spesso la reazione dei potentati locali che, invidiosi del favore popolare,  più volte tentarono di metterlo in cattiva luce con i suoi superiori di curia e riuscirono perfino a farlo arrestare con l'accusa, poi dimostratasi infondata, di essere stato istigatore di disordini popolari che mettevano a repentaglio l'ordine pubblico.
Don Rizzo entrò in politica con una libertà di spirito che gli permise, per esempio, di scrivere su "Il Granellino" del 19 luglio 1903, in occasione delle elezioni amministrative (con lui a capo di una lista di 10 cattolici impegnati e che aveva preparato nel Circolo Don Bosco) un manifesto unico nel suo genere.
Egli scrive: "O voi tutti che ci seguite e lavorate pel trionfo della lista cattolica o democratica cristiana, sappiate che alle vostre fatiche e ai vostri sudori nessuna ricompensa viene da noi riservata; avrete solamente quella che vi darà Iddio se avrete operato con giuste intenzioni. Chiunque lavora nel nostro campo, acquista certamente una benemerenza presso Dio e presso tutti i concittadini onesti, ma l'Azione Cattolica non potrà tenerla in conto nell'amministrazione comunale, dove si amministra ciò che appartiene alla comunità.Chiunque lavora nel nostro campo con l'intento di acquistar qualche cosa che non gli competa per diritto, ci farà piacere se si allontanerà alquanto da noi.

### Massoneria, Socialismo e Liberalismo
Sono principalmente questi tre sistemi ideologici i lupi rapaci da affrontare decisamente, da cui guardarsi attentamente, e Don Rizzo ne spiega le ragioni: la Massoneria è un'istituzione fondata sulla menzogna. E' satana che profferì la prima menzogna e i massoni fondano il loro culto sul principio dei bugiardi...or se la Massoneria si spaccia di essere un'associazione di uomini illuminati i quali anelano soltanto al bene dell'umanità, perché si nasconde nel segreto e nel mistero?
La Setta è prepotente, o diremo meglio onnipotente, sorretta dai poteri dello Stato, con audacia senza esempio, conculca da anni leggi, regolamenti, diritti, giustizia a danno della libertà d'insegnamento e del diritto naturale dei genitori di educare cristianamente i loro figli". (Il Granellino, 24 novembre 1901)
Le severe requisitorie contro un così pernicioso e subdolo sistema culturale ideologizzato, spinse i massoni a decretare l'eliminazione fisica di Don Rizzo, ma si dice che il giovane sicario, beneficato in precedenza dallo stesso, abbia piuttosto preferito suicidarsi.
Anche il Socialismo è pericoloso, soprattutto nei confronti della religione, poiché sventola la bandiera del materialismo di Carlo Marx che vuole la soppressione della religione.
Il Socialismo spinge quindi alla lotta di classe: "Le bandiere spiegate nel campo dell'azione sociale sono due: quella della Democrazia Cristiana e quella del Socialismo. Il socialismo parla alle masse di soli diritti e professa teoricamente e praticamente l'ateismo, qual è quella della difesa del popolo oppresso, ad una feroce lotta di classe, ad una guerra civile".(Il Granellino, 1 dicembre 1901)
Il Liberalismo è dannoso, anche in economia, per il suo liberalismo consumistico o "idolatria del mercato", come fu etichettato da San Giovanni Paolo II nell'Enciclica "Centesimo anno" del 1 maggio 1991, che ignora l'esistenza dei beni che per loro natura non sono né possono essere semplicemente merci (n.40).
Esso abbandona il lavoratore a se stesso, senza la protezione delle leggi civili che regolano i rapporti tra capitale e lavoro. Secondo questa dottrina l'uomo deve essere libero di svolgere le sue attività economiche e le leggi, anche a titolo di protezione o vigilanza, inceppano la libertà umana e, di conseguenza, i governi devono abolire queste leggi, ma anche tutti gli altri istituti, associazioni o corporazioni aventi lo stesso scopo.
"Perciò riguardo all'esercizio del lavoro, dell'arte, dell'industria, del commercio, i governi per lasciar libero l'uomo, devono non occuparsene, lasciar fare, lasciar passare, innalzare a sistema sociale l'Individualismo....da ciò lo stato presente sociale del capitale che ha sopraffatto, schiacciato il lavoro, e del lavoro che vuole la rivalsa sul capitale". (Il Granellino, 18 marzo 1904)

## La crisi economica
La miseria della gente era stata causata da diversi fattori: prima dell'arrivo della Fillossera della vite (nel 1893) e del fallimento delle due banche locali, la situazione economica era florida, infatti era scomparso il latifondo e c'erano molti piccoli proprietari terrieri. Nel giro di pochi anni tutti i vigneti però furono distrutti portando alla povertà e allo sconforto i contadini; le banche inoltre bruciarono la maggior parte del risparmio delle famiglie.
Don Rizzo capì che bisognava intervenire immediatamente con un preciso programma di ripresa economica, basato sui principi socio-religiosi, che erano già indicati dal Papa e dall'Opera dei Congressi; il programma però sarebbe rimasto un'utopia senza la presa di coscienza da parte del popolo e per questo serviva anche la stampa.
Inoltre le tasse, quella sugli animali, il dazio consumo, il focatico (un'imposta sulla famiglia),  aggravavano sempre più il disastro economico e bisognava intervenire al più presto. "Gli sgravi s'impongono addirittura e con urgenza. Questo popolo non può pagare quegli oneri che poterono essere proporzionati in tempi meno tristi".
In un articolo del nº6 del Granellino Don Rizzo scrive: "Quali i mezzi opportuni per risollevare la campagna? Primo, la formazione della famiglia colonica. Secondo, la formazione d'un gran barbatellaio a base americana, da fornire gratuitamente a tutti i contadini. Terzo, esservi una persona tecnica a disposizione del pubblico".
Don Rizzo fa quindi creare il Corpo delle Guardie Campestri per la sicurezza nelle campagne, fa aprire una scuola d'innesto sotto la direzione dell'ing. Eugenio Emanuele, fa richiedere al Governo un perito a carico dello Stato. Inoltre fonda La Cassa Rurale ed Artigiana allo scopo di concedere mutui a interesse agevolato, crea la Cooperativa Agricola di Lavoro per formare la piccola proprietà contadina, apre il Segretariato del Popolo che è un ente gratuito "a favore di tutte le classi sociali. Dà pareri e consigli di sacerdoti, ingegneri, impiegati, artisti, banchieri, negozianti, industriali, giudici, maestri, proprietari, ecc."
I risultati arrivarono subito: i raccolti superarono ogni attesa, assicurando l'impiego a tutti i lavoratori agricoli. Don Rizzo, coinvolgendo nel suo progetto tutte le classi sociali per una rinascita spirituale ed economica, è rimasto un modello di manager, amministratore, politico, economista, giornalista e sacerdote di ogni tempo.

### La sua banca solidale

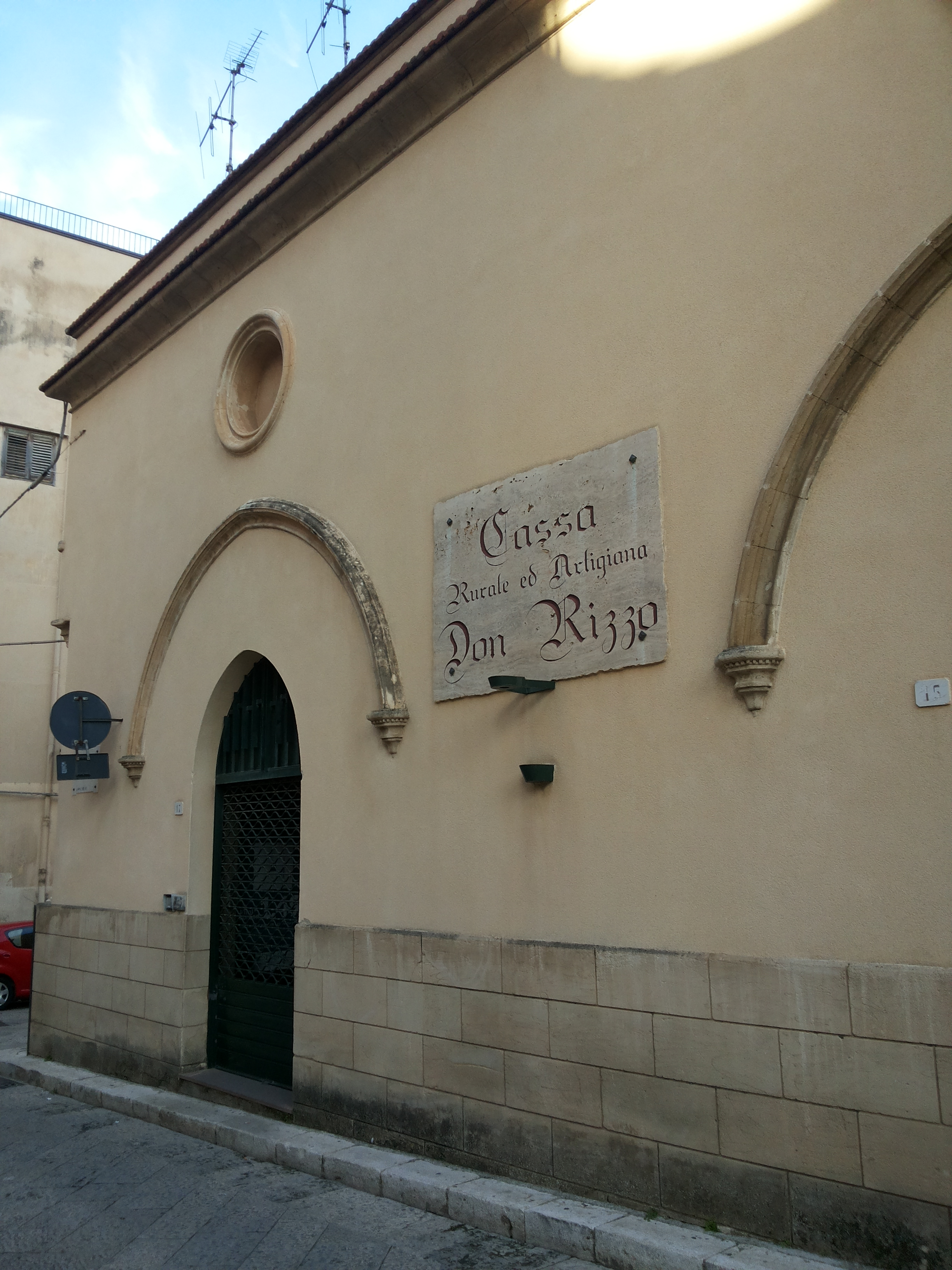
La sede storica della cassa Don Rizzo

In Sicilia, un piccolo ma motivato gruppo di cosiddetti preti sociali promosse delle iniziative che andavano al di là della tradizionale attività caritativa e di notevole impatto sociale, ma il maggiore successo si ebbe con la creazione di banche disponibili ad erogare soprattutto credito agrario.
In quegli anni, l'accesso al credito costituiva il grande problema del contadino siciliano che era costretto a ricorrere al cosiddetto soccorso, una forma arcaica di anticipazione che i proprietari facevano ai contadini, ma con interessi annui fino al 50 per cento,  o nel caso estremo, all'usura che, rendeva molto difficile ai contadini siciliani ogni forma di risparmio.
In quel terribile 1902 ad Alcamo due banche locali erano fallite portando alla rovina parecchie persone; era la conseguenza di un grande scandalo finanziario, che aveva sconvolto l'Italia e si abbatteva sulle zone del Sud Italia. Fu in quella occasione che a don Giuseppe Rizzo venne l'idea di fondare la Cassa rurale e artigiana, una banca cooperativa, creata allo scopo di liberare i poveri dall'usura.
La creazione di una rete di Casse rurali ebbe un impatto sociale notevole, permettendo ai poveri di potere avere accesso al credito con interessi non usurai. La Banca Don Rizzo continua tuttora la sua azione nel territorio, ispirandosi agli insegnamenti del fondatore;
oggi i 24 soci iniziali sono circa 3.000 e la banca ha aperto 17 agenzie: a Palermo, Castellammare del Golfo, Balestrate, Montevago (Ag)  e diversi centri della provincia di Trapani e Palermo.
Questo movimento ha dato vita alle Banche di Credito cooperativo che sono società cooperative senza scopo di lucro, con una democrazia economica in una logica di imprenditorialità come loro scopo. Loro obiettivo è di favorire la partecipazione alla vita economica e sociale, di mettere ogni socio nelle condizioni di essere,  autore del proprio sviluppo come persona.
Esse sono nate dalla necessità di dare al maggior numero di persone la possibilità di avere prestiti a condizioni più vantaggiose delle banche tradizionali.
Fin dall'inizio, le Casse Rurali ed Artigiane hanno tenuto uno strettissimo rapporto con il territorio, legando la propria storia con quella delle comunità, tanto da conquistarsi a pieno titolo l'appellativo di "banca locale".
Le Banche di Credito Cooperativo, per non perdere i vantaggi legati alla piccola dimensione, si sono strutturate in un sistema nazionale che prende il nome di Credito Cooperativo.